# Hans-Peter Porzner
Hans-Peter Porzner (* 1. Juni 1958 in Würzburg) ist ein deutscher Künstler, Autor und Kunsthistoriker.

## Leben und Werk
Hans-Peter Porzner besuchte zunächst das Röntgen-Gymnasium Würzburg und wechselte dann an das Friedrich-Koenig-Gymnasium in Würzburg. Er studierte ab 1979 Philosophie, Kunstgeschichte und Volkskunde in Würzburg und setzte das Studium ab 1981 in München fort. Er studierte Malerei bei Hans Baschang und von 1984 und 1985 bei Heinz Butz an der Akademie der Bildenden Künste München. Erste Ausstellungen zeigte er in München ab 1988 zu den Themen Kunst und Alltag, Kunstbetriebskunst. 1991 gründete er das imaginäre Museum für Moderne Kunst München (MfMK München). Er versendete in den ersten drei Jahren diverse Einladungskarten zu Ausstellungen dieses Museums an einen Ort, den es in München bis heute nicht gibt. Es ist der Museumsplatz 5, 81673 München. Nur die Telefonnummer war real. Die Einladungskarten waren gewissermaßen die Ausstellungen. 1994 outete die Kunstjournalistin Renate Puvogel Hans-Peter Porzner als den Urheber dieser ganzen Aktion. In diesem Rahmen organisierte er zwischen 1994 und 2000 eine Vielzahl realer Ausstellungen in Zusammenarbeit mit Kunstvereinen, Kunsthallen und Museen, Anzeigenstrecken in Kunstzeitschriften ab 1995. Ausstellungen mit Malerei ab 2002.
Das Kunstmuseum Ahlen stellte 2012 in der Ausstellung Hans-Peter Porzner: Werner Gilles – Die Archäologie des Blickes die Bezüge der Arbeiten von Hans-Peter Porzner zu Werner Gilles heraus. Das Thema der Kunst nach 1945 wurde mit einer weiteren Ausstellung im Vonderau Museum in Fulda ausgebaut. Sie widmete sich Ferdinand Lammeyer.
Er ist Organisator und Teilnehmer an der Ausstellung „Schach!!“ – Die Schachbundesliga im Museum, Kunstmuseum Mülheim an der Ruhr, 18. März bis 1. Mai 2011. Die Schirmherrschaft der Ausstellung und der Bundesligakämpfe hat die ehemalige Ministerpräsidentin von Nordrhein-Westfalen, Hannelore Kraft, übernommen. In der Ausstellung waren Werke von Marcel Duchamp, Wassily Kandinsky, Willi Baumeister und zeitgenössischen Künstlern wie Jårg Geismar, Matthias Bitzer, Gregor Hildebrandt, Hans-Peter Porzner u. a. zu sehen.
Porzner ist der Autor von Das WikiPlott Dr. Karl-Theodor Frhr. zu Guttenberg. Er ist Mitbegründer der Galerie Komma und Paul Würzburg.

## Anfänge der Kunstbetriebskunst 1995 in der Weserburg Museum für moderne Kunst Bremen
Das Sammlermuseum hat Ende 1994 die Ausstellung Goya von Hans-Peter Porzner eröffnet. Dies war die erste reale Ausstellung des imaginären Museums für Moderne Kunst München in Zusammenarbeit mit einem Museum. Die Ausstellung wurde von Peter Friese kuratiert.
Porzner machte mit seinem imaginären Museum besonders zwischen 1995 und 2000 den Kunstbetrieb auf das Thema Kunstbetrieb als Kunst im Sinne einer Dauer-Reflexion aufmerksam. Damit wurde die Grenze zwischen Kunst und Philosophie überschritten. In der Folge kam es in der Weserburg zu einer Reihe von Ausstellungen zum Thema Kunstbetrieb und Institutionskritik. Hier ist besonders die vom damaligen Leiter der Weserburg, Thomas Deecke, kuratierte Ausstellung Originale echt/falsch. Nachahmung, Kopie, Zitat, Aneignung, Fälschung in der Gegenwartskunst (1999) zu nennen. Nach 2000 wurde das Programm auf globale Szenen der Kunst ausgeweitet.
Die erste systematische Analyse des Kunstbetriebs und seiner Kunst stellt die künstlerische Arbeit Kunst und Alltag (1981–1988) dar. Daraus hat sich das künstlerische Projekt Museum für Moderne Kunst München entwickelt. Es ist deshalb kein Musée Sentimental, kein Beitrag der Kunstgeschichte, der Kritik, der Ästhetik entsprechend der Frage: Was sollen Avantgarden leisten?
Die Idee des Sammlermuseums verknüpfte sich damit auch mit einzelnen Aspekten von Kunst und Alltag (1981–88), um gleichzeitig die Sache einer bloßen Alltagsgeschichte zu vermeiden.
Der Begriff Betriebssystem Kunst wurde von Thomas Wulffen im Februar 1994 im Kunstforum International eingeführt. Mit gleicher Intensität wie Hans-Peter Porzner, Peter Friese, Thomas Deecke und Thomas Wulffen arbeiteten an diesem Thema Andrea Fraser, Isabelle Graw und der Ausstellungsmacher und Theoretiker Helmut Draxler.
Helmut Friedel, der langjährige Leiter des Lenbachhauses, hat 1991 Hans-Peter Porzner und seiner Konzeption von Kunst und Alltag (1981–88) mit der Ausstellung Paradoxien des Alltags geantwortet.

## Präsentation eines Kunstpublikums
Hans-Peter Porzner lud am 23. Oktober 1996 das Münchner Kunstpublikum in die Räume der Galerie Karin Sachs zur Ausstellung Präsentation ein. Das Publikum durfte fünfzehn ausgestellte leere Leinwände selbst mit den bereitgestellten Ölfarben bemalen. Die entstehenden Bilder waren mit dem Ende der Ausstellung fertig. Es entstanden fünfzehn Werke mit dem namenlosen Publikum als Autor.

## Der imaginäre Tausch
Die Ausstellung Hans-Peter Porzner – Briefmarken  in der Galerie Michael Schultz 1997 in Berlin konfrontierte das Kunstwert- mit dem Briefmarkenwertsystem. Die Spannungen wurden aufgelöst; man einigte sich, die ausgestellten Werke mit teilweise sehr teuren Briefmarken zu verschenken. Jede Woche hat Michael Schultz sieben Werke an das interessierte Publikum verschenkt. Der Ausstellungstitel wurde in Hans-Peter Porzner – Der imaginäre Tausch geändert.

## Preise und Stipendien
- 1989: Stipendium der Landeshauptstadt München[43]
- 1995: Förderpreis Neue Ausdrucksformen Bildende Kunst der Landeshauptstadt München[44]

## Veröffentlichungen (Auswahl)

### Ausstellungskataloge
- Brillanten im Mühlsteingetriebe. Ausst.-Katalog der Galerie Mosel und Tschechow München. München 1988, ISBN 3-925987-04-5
- KUNST UND ALLTAG 1988/2001, Eine Deutung des Satzes „Es ist Kunst und Alltag“ nach der Vorgabe von „Kunst und Alltag 1“ im Hinblick auf eine erste Sprache zu einer „Metaphysik der Phänomenologie“ als einer „Ersten Wissenschaft“. Ausst.-Katalog der Galerie Mosel und Tschechow München. München 2001, ISBN 3-925987-23-1
- Das Archiv Hans Baschang. Im Kunstverein Heilbronn. Allgemeine Überlegungen zur Stilfrage in der Kunst der 90er Jahre. Über die Malerei von 1990–2010. Drei sich ergänzende Positionen. Hans Baschang, Katja Klussmann, Them Pericore. Das Gebärdebild. Das Logisch-Passive. Dreiteilig. Teil II: Katja Klussmann, Them Pericore, Hans-Peter Porzner, Teil III: Bild und Funktion. München, Sonthofen 1999–2001, ISBN 3-00-008505-X
- Die Archäologie des Blickes: Werner Gilles. Kunstmuseum Mülheim an der Ruhr. Bönen 2013, ISBN 978-3-86206-246-1
- Ferdinand Lammeyer, Die Verwandlung der Farbe. Oder: Ferdinand Lammeyer, K.O. Götz, Joseph Beuys, Die Geburt der Mickey Mouse in den Tannen von 1943 bis heute. Ausst.-Katalog Vonderau Museum Fulda. Bönen 2014, ISBN 978-3-86206-336-9
- mit Claus-Martin Eichhorn: BLUE PRINT Vol. 1. WHITE CUBE VS. BLACK CUBE. Ausst.-Katalog der Galerie Komma und Paul Würzburg, Würzburg 2015, ISBN 978-3-00-049181-8
- mit Claus-Martin Eichhorn: BLUE PRINT Vol. 2. Abriebe. Ausst.-Katalog der Galerie Komma und Paul Würzburg. Würzburg 2015, ISBN 978-3-00-049978-4

### Monographien
- Das WikiPlott. Dr. Karl-Theodor Frhr. zu Guttenberg. Wolnzach 2011, ISBN 978-3-941951-39-6
- Nicht gescheitert – Die Rehabilitation. Dr. Karl-Theodor Frhr. zu Guttenberg. Wolnzach 2012, ISBN 978-3-941951-48-8
- Der ehrliche Karl. Dokumentar-Roman. Wolnzach 2012, ISBN 978-3-941951-52-5
- Der Politik-Irrtum. Wolnzach 2012, ISBN 978-3-941951-60-0

### Theaterstücke
- Blautannen. Würzburg 2020, ISBN 978-3-00-065911-9
- Minotaurus.[45] Würzburg 2020, ISBN 978-3-00-065912-6
- Die Schuldigen. Würzburg 2020, ISBN 978-3-00-066171-6
- Der Mainfränkische Expressionismus. Würzburg 2020, ISBN 978-3-00-066168-6
- Der Rote Turm: Dass nur Kunst sie fassen kann. Würzburg 2021, ISBN 978-3-00-066801-2
- Hansjörg Baumgart. Der Prokurist der Daimler AG. Ein Beitrag zur documenta 5 (d 5). How attitudes become form. Würzburg 2021, ISBN 978-3-00-068405-0
- Grenze und Wiederholung. Würzburg 2021, ISBN 978-3-00-068406-7

## Ausstellungen von 1995 bis 2000 (Auswahl)
- 1994/1995: Goya, Weserburg Museum für moderne Kunst, Bremen
- 1995: Orte der Kunst, Kunstverein für die Rheinlande und Westfalen, Düsseldorf
- 1995: Der Löwenmensch. Der gegenläufige Spannungsbogen von gestern und heute: der Löwenmensch, 32.000 Jahre zurück: zur neuesten Technologie: das Jüngste und das Älteste, Ulmer Museum
- 1997: James Lee Byars: The House of the Zeitgeist by James Lee Byars. James Lee Byars meets Gerrit van Honthorst. The Agony in the Garden, Frankfurter Kunstverein
- 1997: Max Bill Meets Goya, Wilhelm-Hack-Museum, Ludwigshafen
- 2000/01: ein|räumen ARBEITEN IM MUSEUM 60 aktuelle Projekte in der Hamburger Kunsthalle[46][47]

## Werke in öffentlichen Sammlungen (Auswahl)
- aus dem Zyklus Kunst und Alltag 0 , frühe biographische Dokumente, Postkarten, Installationen und Malereien, 1970/71–80; aus dem Zyklus Kunst und Alltag, Kunst und Alltag I, III,  Ausstellungseinheiten, Installationen, Zeichnungen, 1981–88; aus dem Zyklus Die verlorenen Bilder,  1990 München, Stiftung für konkrete Kunst, Reutlingen.
- aus dem Zyklus Kunst und Alltag,  1981–88, Kunst und Alltag II, Installationen, weitere Werke aus diesem Zyklus, Städtische Galerie im Lenbachhaus, München.
- aus dem Zyklus Kunst und Alltag, 1981–88, Installationen; Werke aus dem Schematismuszyklus II A,  1990; Einladungskarten des Museums für Moderne Kunst München,  1990–2000, Osthaus Museum Hagen.
- aus dem Zyklus Kunst und Alltag, Installationen, Fotoarbeiten, 1981–88, Mikado, 1983–88, Kunsthalle zu Kiel.
- aus dem Zyklus Kunst und Alltag, Installationen, 1981–88, Wilhelm-Hack-Museum, Ludwigshafen
- aus dem Zyklus Kunst und Alltag, Installationen, 1981–88, Sammlung Kulturspeicher (Würzburg).
- aus dem Zyklus Kunst und Alltag, Installationen, 1981–88; Architekturskulptur A 13, 2003, Kunsthalle Schweinfurt.
- aus dem Zyklus Die verlorenen Bilder, 1990, München, Sammlung Landesbank Baden-Württemberg.
- aus dem Zyklus Die Archäologie des Blickes: Werner Gilles, Malerei, 2002–2011, Kunstmuseum Ahlen.
- aus dem Zyklus Ferdinand Lammeyer: Die Verwandlung der Farbe. Oder: Ferdinand Lammeyer, Karl Otto Götz, Joseph Beuys. Die Geburt der Mickey Mouse in den Tannen von 1943 bis heute, Malerei, 2012–2015, Vonderau Museum, Fulda.